# Боулз, Лорен
Ло́рен Эли́забет Бо́улз (англ. Lauren Elizabeth Bowles; 24 марта 1970) — американская актриса, сценарист и кинопродюсер.

## Биография
Лорен Элизабет Боулз родилась 24 марта 1970 года в семье ныне разведённых Л. Томпсона и Джудит Боулз. У Лорен есть старшая сводная сестра по матери от её первого брака — актриса Джулия Луи-Дрейфус (род.1961).

## Карьера
Лорен дебютировала в кино в 1996 году, сыграв роль Триши в эпизоде «Townies» телесериала с одноимённым названием. В 2010—2014 года Болуз играла роль Холли Клири в телесериале «Настоящая кровь». Всего она сыграла в 50-ти фильмах и телесериалах.
В 2013 году Лорен дебютировала в качестве сценариста и продюсера с короткометражным фильмом «Тест».

## Личная жизнь
С 2004 года Лорен замужем за актёром Патриком Фишлером. У супругов есть дочь — Фия Люсиль Фишлер (род. в апреле 2009).

## Избранная фильмография
| Год       |   | Русское название | Оригинальное название | Роль        |
| --------- | - | ---------------- | --------------------- | ----------- |
| 2010      | с | Держись, Чарли!  | Good Luck Charlie     | Элейн       |
| 2010—2014 | с | Настоящая кровь  | True Blood            | Холли Клири |